# Cécile Jousselin
Pour les articles homonymes, voir Jousselin.
Cécile Jousselin, née le 7 juin 1984, est une archère française pratiquant l'arc à poulies.

## Carrière
Aux Championnats du monde de tir à l'arc 2003 à New York, Cécile Jousselin est médaillée de bronze en arc à poulies par équipes avec Valérie Fabre et Sandrine Vandionant.
Elle remporte le titre mondial par équipes aux Championnats du monde de tir à l'arc 2005 à Madrid avec Valérie Fabre et Anne-Marie Bloch.